# Аппоматтоксская кампания
Аппоматтоксская кампания (The Appomattox Campaign) представляет собой серию сражений с 29 марта по 9 апреля 1865 года, которые произошли в Вирджинии во время американской гражданской войны. Кампания началась со сдачи Питерсберга и завершилась капитуляцией Северовирджинской армии генерала Ли. Под конец осады Питерсберга армия Ли сильно сократилась и серьезно пострадала за время зимней окопной войны. 1 апреля в сражении при Файв-Фокс федеральная армия перерезала последнюю линию снабжения армии и Грант приказал провести генеральный штурм по всей линии фронта. 2 апреля в Третьем сражении при Питерсберге федералам удалось прорвать оборону противника, после чего в ночь на 3 апреля Ли приказал эвакуировать Питерсберг и Ричмонд.
Ли надеялся отступить на юго-запад и соединиться с другими частями армии Юга в Северной Каролине, но Грант организовал преследование, и 6 апреля Северовирджинская армия потерпела серьезное поражение в сражении на Сайлерс-Крик. В итоге, окруженный и отрезанный от баз снабжения, Ли согласился капитулировать 9 апреля у Аппоматтокса.

## Предыстория
С июня 1864 года федеральная армия Улисса Гранта осаждала в Питерсберге армию Ли. Противники провели всю зиму в окопах и укреплениях, которые протянулись почти на 48 километров от пригородов Ричмонда до Хатчерс-Фарм на юго-западе Питерсберга. Так началась история окопных войн, которая впоследствии повториться во время Первой мировой войны. Всю зиму Грант продвигался на запад, а южане удлиняли свои укрепления, и в итоге те стали слишком слабыми - около 1000 человек на милю (625 человек на километр). Ли понимал, что его армия долго не продержится в осаде и искал пути отхода от Питерсберга. Отвод армии был возможен только весной, когда закончатся дожди и подсохнут дороги.
Аппоматоксской кампании предшествовало сражение за форт Стедман 25 марта 1865 года, завершающее сражение Ричмонд-Питерсбергской кампании (известной также как осада Питерсберга). Неудачная попытка прорыва федеральных линий нанесла серьезный урон Северовирджинской армии. Ли понимал, что Грант скоро ударит по последней линии снабжения — Южной железной дороге - и тогда его армия будет обречена.
В эту кампанию Ли командовал уже всеми армиями Юга. Прежде, несмотря на его известность, ему подчинялась только Северовирджинская армия. Его план теперь состоял в том, чтобы выйти из окружения под Питерсбергом, отойти на юго-запад, пополнить запасы в Линчберге и двинуться на юг. Там он мог соединиться с армией Джозефа Джонстона, разбить армию Шермана, затем повернуть на Гранта и атаковать Потомакскую армию. Готовясь к этому плану, Ли стал перемещать свои силы на правый фланг.
Между тем 5700 кавалеристов Шеридана вернулись к Гранту из долины Шенандоа. Армия Джеймса, которой командовал Эдвард Орд, подошла к Питерсбергу, и Грант смог высвободить два корпуса для наступательных действий: II корпус Хэмфриса и V корпус Уоррена.

## Наступление федеральных войск

### Льюис-Фарм
Федеральное наступление началось с маневров кавалерии Шеридана и корпуса Уоррена. Они направились на юго-восток в надежде обойти правый фланг армии Ли. 29 марта 1865 года 5-й корпус перешел Рованти-Крик, прошел по Квакер-Роуд к Бойдтонской дороге и столкнулся с бригадами Башрода Джонсона. После напряженного боя южане отошли в свои укрепления на Уайт-Оак-Роуд. В этом бою отличился, в частности, федеральный бригадный генерал Джошуа Чемберлен. В бою у Льюис-Фарм были задействованы 17 000 человек армии Севера и 8 000 человек армии Юга. Каждая сторона потеряла примерно по 400 человек.

### Третье сражение при Питерсберге
Рано утром 2 апреля федеральный генерал Парке атаковал форт Махоун и занял часть оборонительных укреплений. Через несколько минут VI федеральный корпус Горацио Райта атаковал траншеи противника на Бойдтонской дороге, который удерживал III корпус Северовирджинской армии. Корпус Райта прорвал оборону и двинулся на Питерсберг. Генерал Эмброуз Хилл верхом отправился на позиции своих войск, но наткнулся на солдат противника и был застрелен. Корпус Гиббона успел взять штурмом два форта, но дальнейшее его наступление было блокировано подоспевшим корпусом Лонгстрита. Понимая невозможность продолжения обороны, генерал Ли в ночь на 3 апреля приказал оставить Питерсберг.

## Отступление армии Конфедерации

### 4 апреля. Немозин-Чёрч
4 апреля произошло первое боевое столкновение западнее Питерсберга. В это время армия генерала Ли достигла Амели-Кортхаус, но не застала там обозов с продовольствием - они все были захвачена северянами в Ричмонде. Теперь у Ли было 30 000 голодных солдат и он решил сделать остановку на один день и разослал отряды на фуражировку. Много продовольствие добыть не удалось, зато кавалерия Джорджа Кастера успела нагнать Северовирджинскую армию и вступила в перестрелку с арьергардом генерала Фицхью Ли. В этом бою с обеих сторон участвовало 1700 человек и потери были невелики.

### 6 апреля Сайлерс-Крик
Армия Ли отступала к Фармвиллю, где её ожидали обозы с продовольствием. Во время марша корпус Юэлла оказался изолированным от основной армии, что сразу заметили федеральные кавалеристы. 6 апреля корпус дал арьергардный бой на берегу реки Сайлерс-Крик. Южане отбили несколько атак, но оказались обойдены с фланга. Отряды Гордона, Пикетта и Андерсона смогли отступить, а Ричард Юэлл и Кастис Ли капитулировали. Ли потерял почти треть своей армии. Эта капитуляция осталась самой крупной в американской истории: в плен попало более 7 000 человек. Наблюдая за отступлением, Ли произнес знаменитую фразу: "My God, has the army dissolved?" (О мой Бог, неужели эта армия разбита?)

### 7 апреля Хай-Бридж
После неудачи при Сайлерс-Крик Ли решил перевести армию на северный берег реки Аппоматтокс и сжечь за собой мосты, что позволило бы выиграть время, успеть накормить и привести в порядок армию. Переправа около Фармвилля прошла успешно, однако переправа трех дивизий через Хай-Бридж прошла с задержками. Мост был подожжен слишком поздно, и федеральная дивизия Бэрлоу успела отбросить отряд генерала Махоуна и спасти мост. Это была крупная неудача армии Ли. Ему не удалось задержать преследование и теперь окружение у Аппоматтокса стало неизбежным.